# Дмитриев, Николай Александрович (журналист)
Николай Александрович Дмитриев (11 августа 1955 — 10 апреля 2004) — музыковед
, музыкальный критик, журналист, продюсер, редактор, телеведущий и радиоведущий, лектор, организатор новомузыкального движения, один из основателей и арт-директор Культурного центра «Дом».
С 1986 по 1989 год работал соредактором новоджазового журнала «Дело». С 1988 по 1992 год был одним из редакторов журнала Советской Джазовой Федерации «Джаз».

## Цитаты
- «Дар человеческого общения позволял Дмитриеву сводить вместе творцов, которые вроде бы и не находили общего языка, но прекрасно уживались и творили вместе в новом и неповторимом художественном пространстве» — Владимир Мартынов, 2004.[источник не указан 1932 дня]

## Память
- В Токио (Япония) в память о Николае Дмитриеве в 2005 году был проведён фестиваль новоджазовой музыки «Dom Fes in Japan in the memory of Nikorai A. Dmitriev»[1].